# Canoa velocità

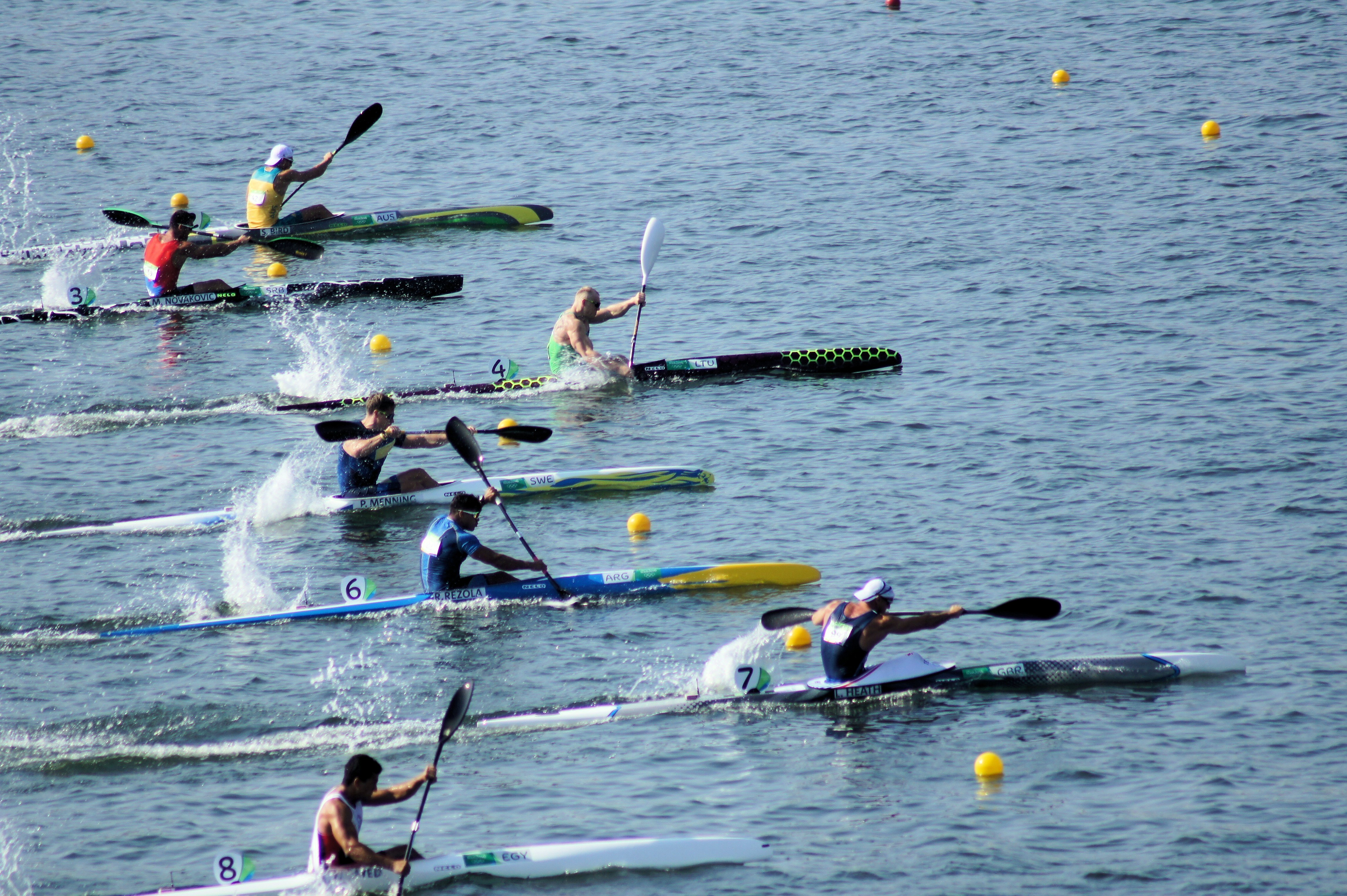
Gara di K1 maschile alle olimpiadi di Rio 2016

La canoa velocità è una specialità competitiva dello sport genericamente noto come canoa/kayak, in cui gli atleti si sfidano in canoa o kayak su acque piatte, cercando di percorrere una distanza fissata nel minor tempo possibile.
Le gare si distinguono per imbarcazione, numero di atleti per barca e lunghezza del percorso. Gli atleti vengono solitamente raggruppati per sesso ed età.

## Il kayak da velocità
Nel kayak, il canoista è seduto su un seggiolino fisso, poggia i piedi su una pedaliera, detta anche (nome tecnico) puntapiedi, tenendo le gambe flesse, in modo tale da assicurare una spinta del piede sulla pedaliera, ad ogni pagaiata, per trasmettere la spinta di avanzamento alla canoa.
Viene utilizzata una pagaia a due pale sfasate tra di loro (pagaia doppia incrociata), in genere con un angolo che varia dai 50 agli 80 gradi.
È provvisto di un timone, posto sotto lo scafo, in poppa, che viene azionato da un sistema di tiranti che terminano con una "crociera" e una piccola asta che si frappone tra i piedi. Il canoista muove i piedi lateralmenete per azionare il movimento del timone quando necessario.
Secondo le varie specifiche della ICF (International Canoe Federation), le imbarcazioni devono rispettare molte regole riguardo al peso, alla costruzione e alla lunghezza.

## Lacanoa canadese
Nella canoa canadese, il canoista assume una posizione in ginocchio. Poggia un ginocchio nella canoa sopra un cuscinetto concavo che lo accoglie, e tiene il piede della gamba opposta molto avanti. La canoa canadese è dotata di un pagliolo, chiamato "impostazione", ovvero una tavola liscia applicabile al fondo dell'imbarcazione che consente un maggiore equilibrio e stabilità. Per avanzare utilizza una pagaia a pala singola, dove all'altra estremità si trova "l'oliva", ovvero l'impugnatura. La pagaia può essere composta dal legno, usata dai più giovani, fino ad arrivare alla pagaia di fibra di carbonio, usata per di più dagli atleti più allenati ed esperti.
La posizione, non proprio "naturale", presuppone che si dedichi molto tempo all'apprendimento della stabilità. Il primo problema (tralasciando l'equilibrio già precario) è di natura direzionale. Infatti, potendo pagaiare da un solo lato e non disponendo di un timone come nel kayak, l'atleta è costretto a correggere costantemente la rotta per far sì che la canoa non giri dalla parte opposta. La "timonata" è proprio quel particolare movimento della pagaia che, dopo la fase di trazione, ruota leggermente verso l'esterno in modo tale da correggere la direzione della poppa. Oltre alla timonata esistono molte altre manovre: l'aggancio, lo scarto, il debordée, tutte difficili da imparare e utilizzate dai più esperti.

## Equipaggi e imbarcazioni
Esistono tipi di imbarcazioni, a seconda del numero di equipaggio e tipo di canoa (canadese o kayak), esse sono:
- K1 4.20: kayak monoposto e monotipo, 4,20 metri di lunghezza usata principalmente da bambini fino ai 12 anni per imparare, possiede circa 45 cm di larghezza;
- K2 5.20: kayak biposto e monotipo, 5,20 metri di lunghezza usata dai bambini fino ai 12 anni;
- K1 olimpico: kayak monoposto, 5,20 metri di lunghezza, e 12 kg di peso, più instabile del K1 4.20 e utilizzata dalla categoria "cadetti A" in poi, entro i limiti definiti esiste una grande varietà di scafi progettati per essere adatti alle varie corporature e al livello dell'atleta;
- K2 olimpico: kayak biposto, 6,50 metri di lunghezza, più instabile del K2 5.20 e utilizzata dalla categoria "cadetti A" in poi, anche per il K2 la costruzione è libera con le restrizioni indicate;
- K4 olimpico: kayak a quattro posti, lunghezza 11 metri pesante 30 kg, costruzione libera, nelle misure indicate.

In questi tipi di imbarcazioni sono ammessi equipaggi maschili e femminili.
- C1: Canadese monoposto 5,20m di lunghezza 16 kg di peso minimo;
- C2: Canadese biposto 6,50m di lunghezza 20 kg di peso minimo;
- C4: Canadese a quattro posti 9m di lunghezza 30 kg di peso minimo;

In questi tipi di imbarcazione sono ammessi solo equipaggi maschili, dal 2010 anche femminili solo nel C1.

## Gare
A livello internazionale le gare sono gestite dalla Federazione Internazionale della Canoa, il cui nome ufficiale è International Canoe Federation (ICF). L'ICF stabilisce il regolamento delle gare e gestisce anche altre specialità, tra cui la canoa slalom. Queste due specialità sono le uniche finora ammesse ai Giochi Olimpici. La canoa velocità è stata introdotta per la prima volta nel 1936 alla XI Olimpiade Berlino.
Nelle competizioni internazionali la maggior parte (circa 90%) delle medaglie sono state vinte da squadre europee. In Europa la European Canoe Association (ECA) organizza i Campionati europei di canoa/kayak sprint. La tabella del medagliere vede in testa l'Ungheria.

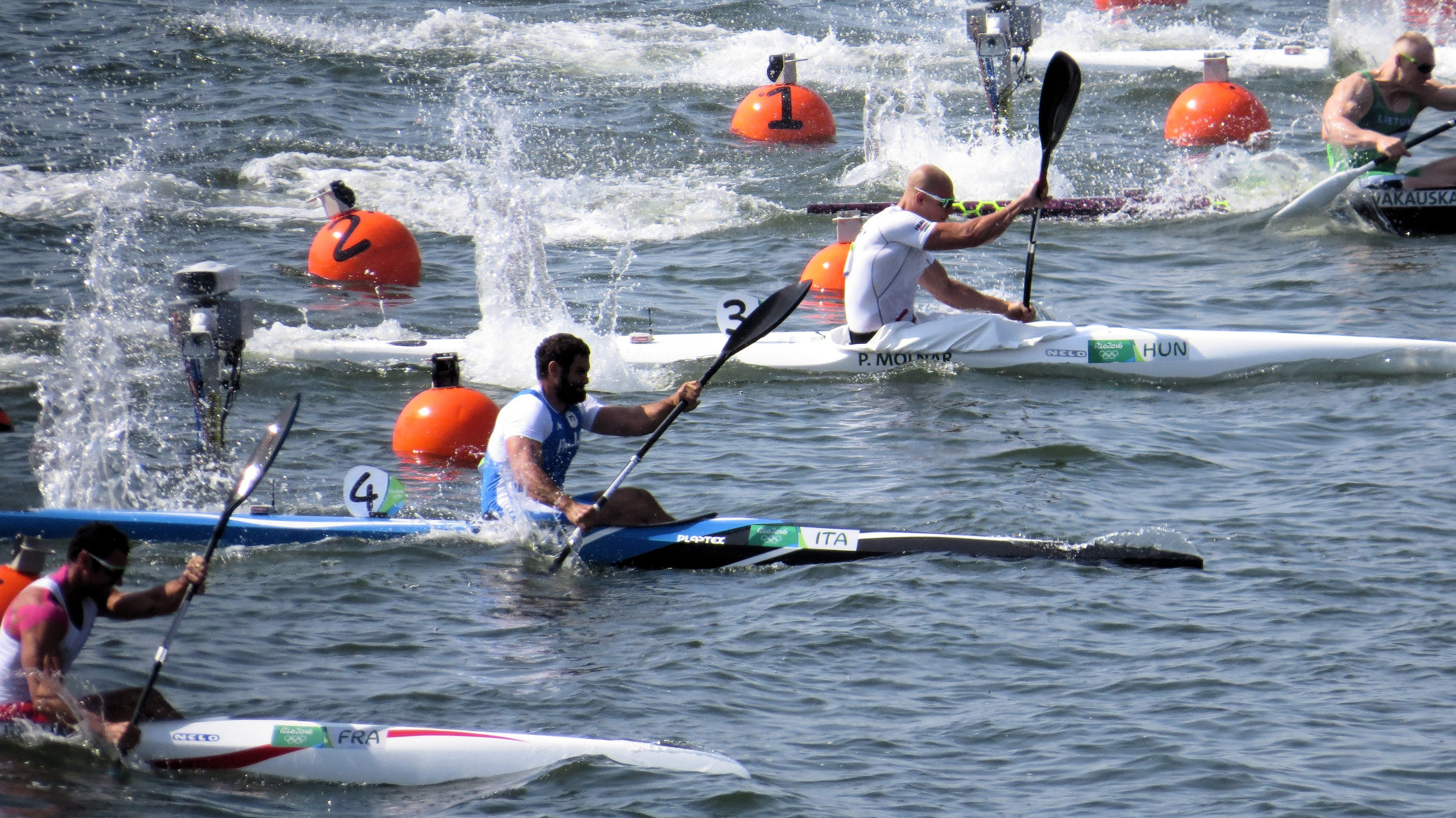
Partenza di una gara dei K1 200m maschili alle Olimpiadi di Rio del 2016

Le distanze attualmente riconosciute dalla ICF sono 200m, 500m, 1000m e 2000m . Queste gare avvengono su percorsi diritti divisi in corsie: ogni barca rimane nella propria corsia per tutta la durata della gara. La ICF riconosce anche gare più lunghe, ad esempio i 5000m, e a livello nazionale, la gara lunga per le categorie più giovani è di 2000m. Nelle gare più lunghe di 1000m gli atleti partono tutti dietro la linea di partenza, ma poi sono liberi di avvicinarsi alle altre imbarcazioni e cercare il percorso per loro ottimale. Solitamente il percorso prevede almeno una andata e un ritorno con giro di boa. Per assegnare un titolo può essere necessario selezionare i più veloci attraverso batterie, semi-finali e finale.
L'ICF riconosce le seguenti categorie di imbarcazioni: K1, K2, K4, C1, C2 e C4. In queste sigle il numero indica quanti atleti gareggiano in ogni barca, mentre "K" sta per kayak, e "C" per "canoa", intendendo "stile canadese".
Il regolamento dell'ICF stabilisce anche limiti sulle dimensioni delle barche, tra cui lunghezza e peso ma non impone il modello della barca utilizzata in gara. All'interno di queste restrizioni, le aziende produttrici di imbarcazioni da gara competono per creare strutture idrodinamiche che ottimizzino la conversione del lavoro dell'atleta in velocità di scorrimento nell'acqua. Nello stesso modo atleti e costruttori sono alla costante ricerca di pagaie che favoriscano la velocità in gara.
In Italia, a livello nazionale, l'attività agonistica di canoa velocità viene coordinata e regolata dalla Federazione Italiana Canoa Kayak.

## Ultime manifestazioni internazionali in Italia
Nel 2008 si sono svolti all'Idroscalo di Milano, organizzati dall'Idroscalo Club, i campionati europei di canoa/kayak sprint, validi come qualificazione per le Olimpiadi di Pechino 2008. L'Italia ha complessivamente qualificato 6 barche, tra cui il K1 500 uomini con Michele Zerial, il K4 1000 uomini con Antonio Rossi, Franco Benedini, Alberto Ricchetti e Luca Piemonte, il K1 500 femminile con Josefa Idem, il K2 500 maschile con Antonio Scaduto e Andrea Facchin. 
Precedentemente, gli ultimi campionati europei di Kayak in Italia si erano svolti nel 2001 in Valsesia, anno in cui erano stati aboliti i limiti di larghezza delle imbarcazioni.